# ニュルニュラン語族
ニュルニュラン語族は、北西部で話されるオーストラリア諸語に近縁な、小さな語族である。この語族のほとんどの言語は消滅しており、3言語のみが現存しているが、全てが絶滅の危機に瀕している。

## 下位分類
語彙的、形態的な革新に基づき、2つの語派に分類される。
- 西部語派(Nyulnyulic):

ニュルニュル語 †
バルディ語
ジャウィ語 (オーストラリア)
ジャビルジャビル語 †
ニマンブル語 †
- 東部語派(Dyukun):

ヤウル語
デュグン語 †
ワラワ語 †
ニギナ語
ングンバール語 †